# Luzoni szarvascsőrű
A luzoni szarvascsőrű (Penelopides manillae) a madarak osztályának szarvascsőrűmadár-alakúak (Bucerotiformes) rendjébe és a szarvascsőrűmadár-félék (Bucerotidae) családjába tartozó faj.
Egyes rendszerbesorolások a tariktik szarvascsőrű (Penelopides panini) alfajaként sorolják be Penelopides panini manillae néven.

## Előfordulása
A Fülöp-szigetekhez tartozó Luzon szigetén honos. Szubtrópusi erdők és trópusi síkvidéki esőerdők lakója, kedveli a patakok környékét.

## Alfajai
- Penelopides manillae manillae
- Penelopides manillae subniger

## Megjelenése
Testhossza 45 centiméter. A nemek különböznek.
|  |  |

## Életmódja
Táplálékát főként gyümölcsök, fügék és rovarok alkotják. A növényi arány kb. 70 százalék.

## Szaporodása
Fészkét fák természetes üregébe készíti, a tojások lerasása után a nyílást olyan kicsire falazza, hogy csak a hím csőrében lévő táplálék férjen be. Fészekalaja 3-4 tojásból áll.

## Külső hivatkozások
- Képek az interneten a fajról
- Ibc.lynxeds.com - videók a fajról